# Arqué (estudio)
Arqué fue el estudio que, entre 1956 y 1975, regentaron en la ciudad española de Vitoria los fotógrafos Federico Arocena Andrés y Gregorio Querejazu García de Madinaveitia.

## Historia
El estudio lo fundaron en 1956 Federico Arocena Andrés y Gregorio Querejazu García de Madinaveitia. El primero había dado sus primeros pasos en Casa Ceferino, donde había trabajado a las órdenes de Ceferino Yanguas, y también había hecho fotografías para medios de comunicación como El Correo, la Hoja del Lunes que se publicaba en San Sebastián y la Agencia EFE; el segundo había sido discípulo del alemán Alberto Schommer Koch y, además de trabajar para su estudio, se había desempeñado también como redactor fotográfico del periódico local Pensamiento Alavés. El nombre del estudio nace de la unión de la primera sílaba del primer apellido de cada uno de ellos.
El trabajo del estudio abarcó la vida social, cultural y política de la ciudad de Vitoria en la segunda mitad del siglo XX, entre mediados de la década de los cincuenta y el final de la dictadura de Franco. Incursionaron, además, en diferentes ámbitos: fiestas patronales, retratos familiares, eventos deportivos, corridas de toros y obras figuran entre los negativos que fueron acumulando, que llegarían a ser más de 354 000.
La colaboración entre ambos concluyó en 1975, año en que el estudio bajó la persiana de forma definitiva. Arocena mantuvo su colaboración con el diario El Correo hasta su jubilación y fallecería en 2013, a los 91 años. Querejazu, por su parte, siguió trabajando con Televisión Española, y fallecería en 1986. En 1986  la ciudad reconoció la trayectoria de ambos con la entrega del Celedón de Oro. El archivo municipal de Vitoria custodia ahora parte de la producción fotográfica del estudio, que le fue donada.